# ローザ・サリホワ
ローザ・サリホワ（ロシア語: Роза Галямовна Салихова, ラテン文字転写: Roza Galyamovna Salikhova, 女性、1944年9月24日 - 2007年）は、ソビエト連邦のバレーボール選手。
1968年のメキシコシティオリンピック及び1972年のミュンヘンオリンピックに出場し、二大会連続で金メダリストとなった。
2007年に没し、2014年7月にバレーボール殿堂入りの栄に浴した。